# Drum național 73D
Der Drum național 73D (rumänisch für „Nationalstraße 73D“, kurz DN73D) ist eine Hauptstraße in Rumänien.

## Verlauf
Die Straße zweigt bei Mioveni nördlich von Pitești vom Drum național 73 (Europastraße 574) ab und verläuft in einigem Abstand zu diesem im Tal des Flusses Argeșel nach Norden. Sie endet mit ihrer Einmündung in den Drum național 72A in Fântânea, der selbst wieder nach rund 5 weiteren Kilometern auf den Drum național 73 (Europastraße 574) trifft.
Die Länge der Straße beträgt rund 41 Kilometer.